# Jan van Gooswilligen
Jan Cornelis van Gooswilligen (Baarn, 12 juli 1935 - De Wijk, 19 december 2008) was een Nederlands hockeyer.

## Biografie
Van Gooswilligen speelde vanaf 1958 58 interlands voor de Nederlandse hockeyploeg, waarvan 38 als aanvoerder. De buitenspeler maakte deel uit van de selecties die deelnamen aan de Olympische Spelen van 1960 en de Olympische Spelen van 1964. Na zes jaar zwaaide hij af als hockeyinternational. In de Nederlandse competitie speelde Van Gooswilligen voor SCHC uit Bilthoven, waarmee hij in 1959 landskampioen werd. Na zijn hockeycarrière werd Van Gooswilligen uroloog. Hij richtte daarnaast samen met zijn vrouw het Sportmedisch Adviescentrum (SMA) op.
Wim de Beer · 
Patrick Buteux van der Kamp · 
Carel Dekker · 
Thom van Dijck · 
Jan-Willem van Erven Dorens · 
Frans Fiolet · 
Jan van Gooswilligen · 
Egbert de Graeff · 
Freddie Hooghiemstra · 
Jaap Leemhuis · 
Gerard Overdijkink · 
Gerrit de Ruiter · 
Theo Terlingen · 
Theo van Vroonhoven · 
Hans Wagener · 
Eddie Zwier · 
Coach: Jan Anjema
Joost Boks · 
Charles Coster van Voorhout · 
John Elffers · 
Frans Fiolet · 
Jan Piet Fokker · 
Jan van Gooswilligen · 
Francis van 't Hooft · 
Arie de Keyzer · 
Leendert Krol · 
Jaap Leemhuis · 
Chris Mijnarends · 
Erik van Rossem · 
Nico Spits · 
Theo Terlingen · 
Jan Veentjer · 
Jaap Voigt · 
Theo van Vroonhoven · 
Frank Zweerts ·
Coach: Piet Bromberg
- International Standard Name Identifier: 0000 0003 9076 6626
- Nederlandse Thesaurus van Auteursnamen: 123166403
- Virtual International Authority File: 284481208
- WorldCat: E39PBJvXhYrf6Jx38cBqKX7rbd